# هکتور برلیوز
لوئی هکتور برلیوز (۱۱ دسامبر ۱۸۰۳ – ۸ مارس ۱۸۶۹) آهنگساز فرانسوی، از چهره‌های تأثیرگذار در موسیقی دورهٔ رمانتیک، و از بهترین رهبران ارکستر در زمان خود و منتقدی کارآزموده در موسیقی بود. برلیوز در سال ۱۸۳۰ جایزهٔ رم را کسب کرد و برای آشنایی با موسیقی ایتالیا رهسپار آن کشور شد. در آنجا آثاری چون اوورتور شاه لیر و له لویه را نوشت.
از سمفونی‌های او می‌توان به سمفونی فانتاستیک و هارولد در ایتالیا، که به سفارش نیکولو پاگانینی، آهنگساز بزرگ ایتالیایی نوشت، اشاره کرد.

## آثار

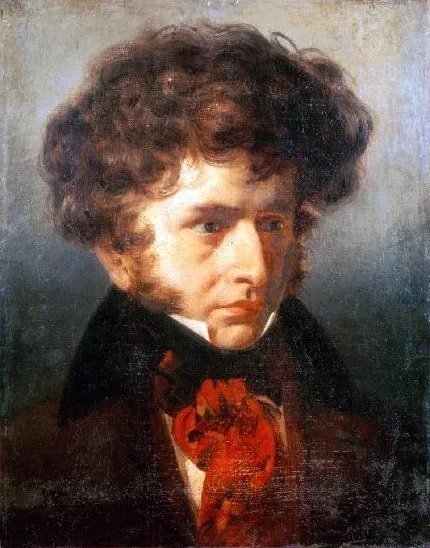
نقاشی پرتره‌ای از برلیوز جوان، اثر امیل سینیول به سال ۱۸۳۲

بیان شوریده، آتش درونی و نامنتظره بودن ویژگی‌های حاکم بر موسیقی برلیوز هستند. کیفیت صوتی و موسیقی برلیوز در دوره رمانتیک از برجستگی و اهمیت ویژه‌ای برخوردار است. موسیقی او دربرگیرندهٔ تضادهای زیاد و ناگهانی میان رنگ صدای زیر بادی‌های چوبی و زهی‌های بم، نوای پرآشوب سازهای بادی برنجی و کوبه‌ای است. پویایی موسیقی او همواره در آن‌ها در نوسان است و تمپو در آن‌ها بارها تغییر می‌کند.
بیشتر آثار هکتور برلیوز به صورت تک‌خوان یا همراهی گروه کُر سروده شده‌اند. سمفونی فانتاستیک، یکی از سمفونی‌های معروف اوست که در سال ۱۸۶۰ آن را سرود. ایده تصنیف این سمفونی از منظومهٔ فاوست گوته به ذهن برلیوز خطور کرده‌است که نتیجه آن مبادرت به ساخت این سمفونی شده‌است. از دیگر آثار مهم او می‌توان به:
- هارولد در ایتالیا (سمفونی، ۱۸۳۴)
- رومئو و ژولیت (سمفونی، ۱۸۳۹)
- بِن‌وِنوتو چلینی (اپرا، ۱۸۴۸)
- تروایی‌ها (اپرا، ۱۸۵۶–۱۸۵۸)
- بئاتریکس و بندیک (اپرا، ۱۸۶۰–۱۸۶۲)

## دید مذهبی
هکتور برلیوز در واپسین نامه‌ای که نگاشته‌است، در آن ذکر کرده‌است که ندانم‌گرا است. هرچند که در دانشنامه کاتولیک قید شده‌است که او کاتولیکی باورمند بوده که نتوانسته تا پایان بر ایمان کاتولیکی خود بماند.